# Bowring Park
Bowring Park is een park van 81 ha in St. John's, de hoofdstad van de Canadese provincie Newfoundland en Labrador. Het in het zuiden van de stad gelegen park biedt recreatiefaciliteiten aan en huisvest verschillende standbeelden.

## Ligging
Bowring Park ligt in de zuidelijke stadswijk Waterford Valley op ruim 4 km van Downtown St. John's. Het stadspark wordt in het oosten begrensd door provinciale route 2, in het noorden door Waterford Bridge Road en in het westen door woonwijken. De hoofdingang, met ruime parkeergelegenheid, bevindt zich bij de splitsing van Waterford Bridge Road en Park Road.

## Geschiedenis
In 1911 kocht Sir Edgar Rennie Bowring 20 ha landbouwgrond die hij vervolgens, in het kader van het 100-jarig jubileum van het Newfoundlandse handelsbedrijf Bowring Brothers, aan de stad St. John's schonk. Frederick Todd en Rudolph Cochius ontwierpen het park dat op 15 juli 1914 officieel ingehuldigd werd door de hertog van Connaught.
In 1958 werd architect Blanche Lemco van Ginkel aangeduid om een voetgangersbrug te ontwerpen; deze werd ingehuldigd in 1962.
In de jaren 1970 verviervoudigde het park door de toevoeging van 61 ha land ten zuiden en westen van het originele parkgedeelte. 

## Beschrijving
Bij de recreatiefaciliteiten in Bowring Park horen onder meer tennisterreinen, een voetbalterrein, een groot openluchtzwembad en een speeltuin. Het park heeft ook een met rotsen aangelegde eendenvijver en een hondenlosloopgebied. Doorheen het groengebied stromen twee riviertjes, namelijk de Waterford River en South Brook.

### Standbeelden
Bij de standbeelden in het park behoren er onder andere twee van de Britse architect Basil Gotto, namelijk The Fighting Newfoundlander (1922) en Caribou (1928). Beide zijn geplaatst ter ere van de opofferingen van het Royal Newfoundland Regiment in de Eerste Wereldoorlog (Caribou is een replica van de kariboestandbeelden van de Newfoundland Memorials in Europa).
Een ander bekend standbeeld is dat van Peter Pan (1925) dat geplaatst werd ter ere van Betty Munn, het driejarig petekind van Bowring dat om het leven kwam bij de ondergang van de Florizel nabij Cappahayden.

## Galerij

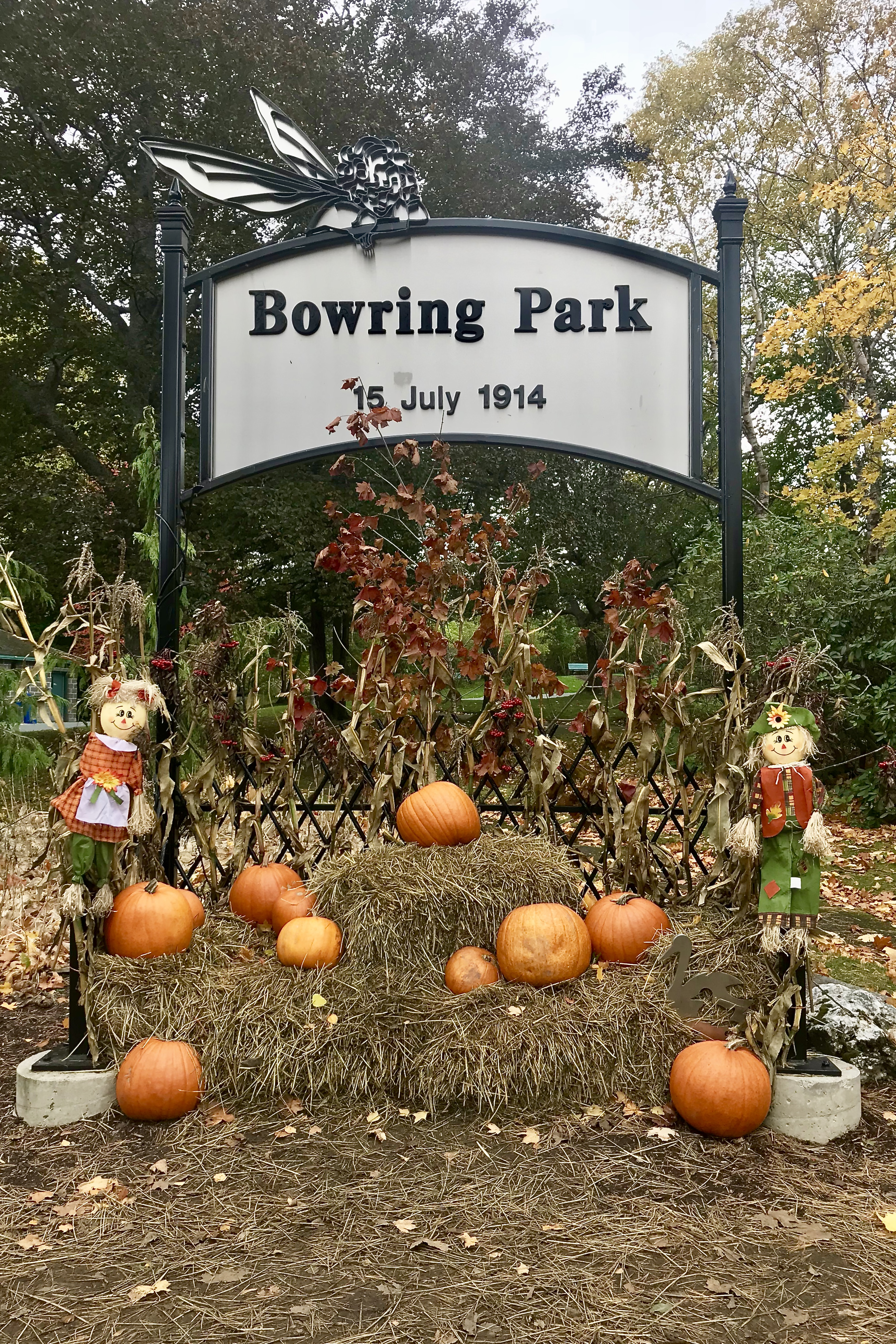
Ingangsbord van het park
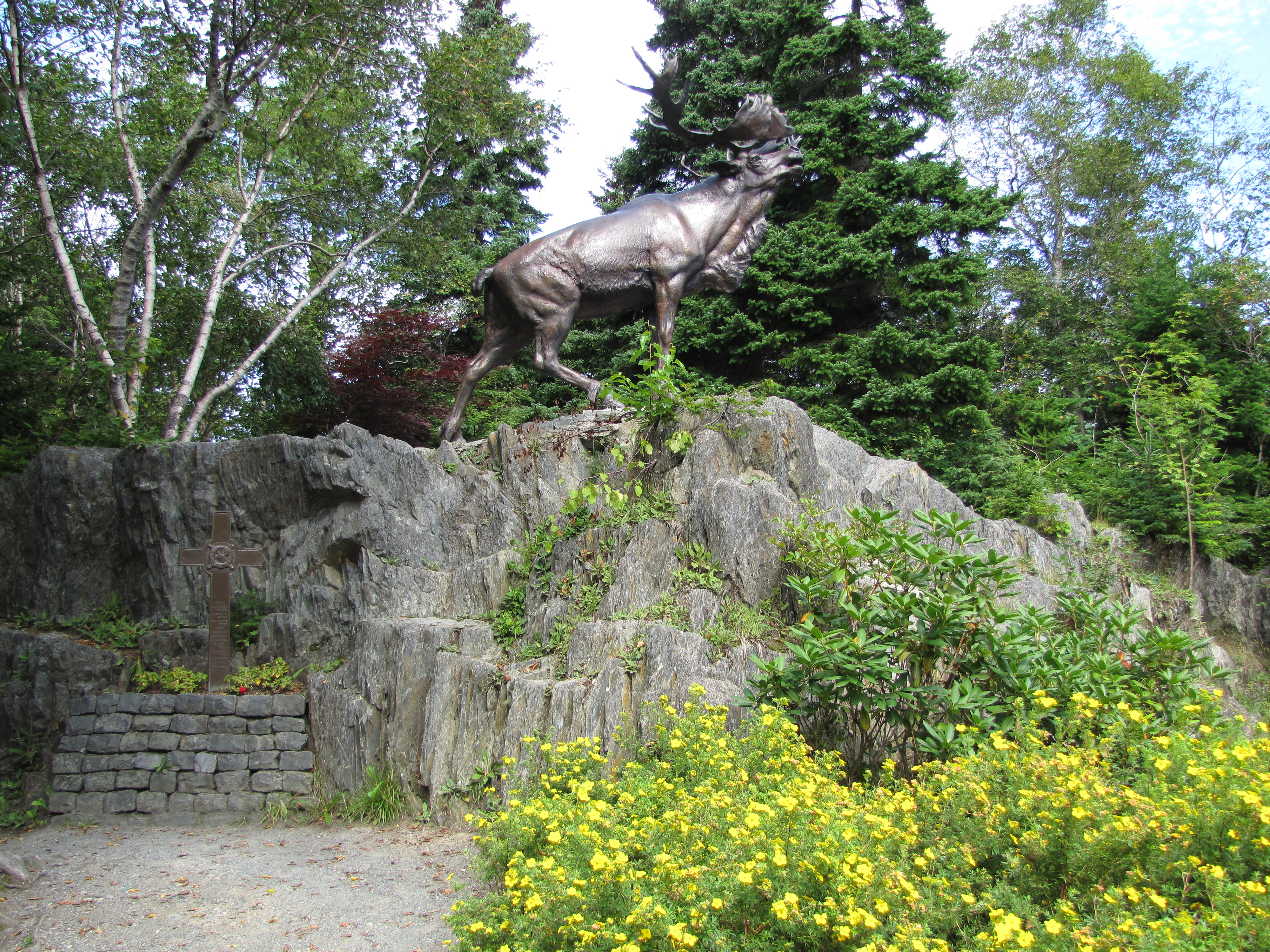
Het kariboestandbeeld van Bowring Park
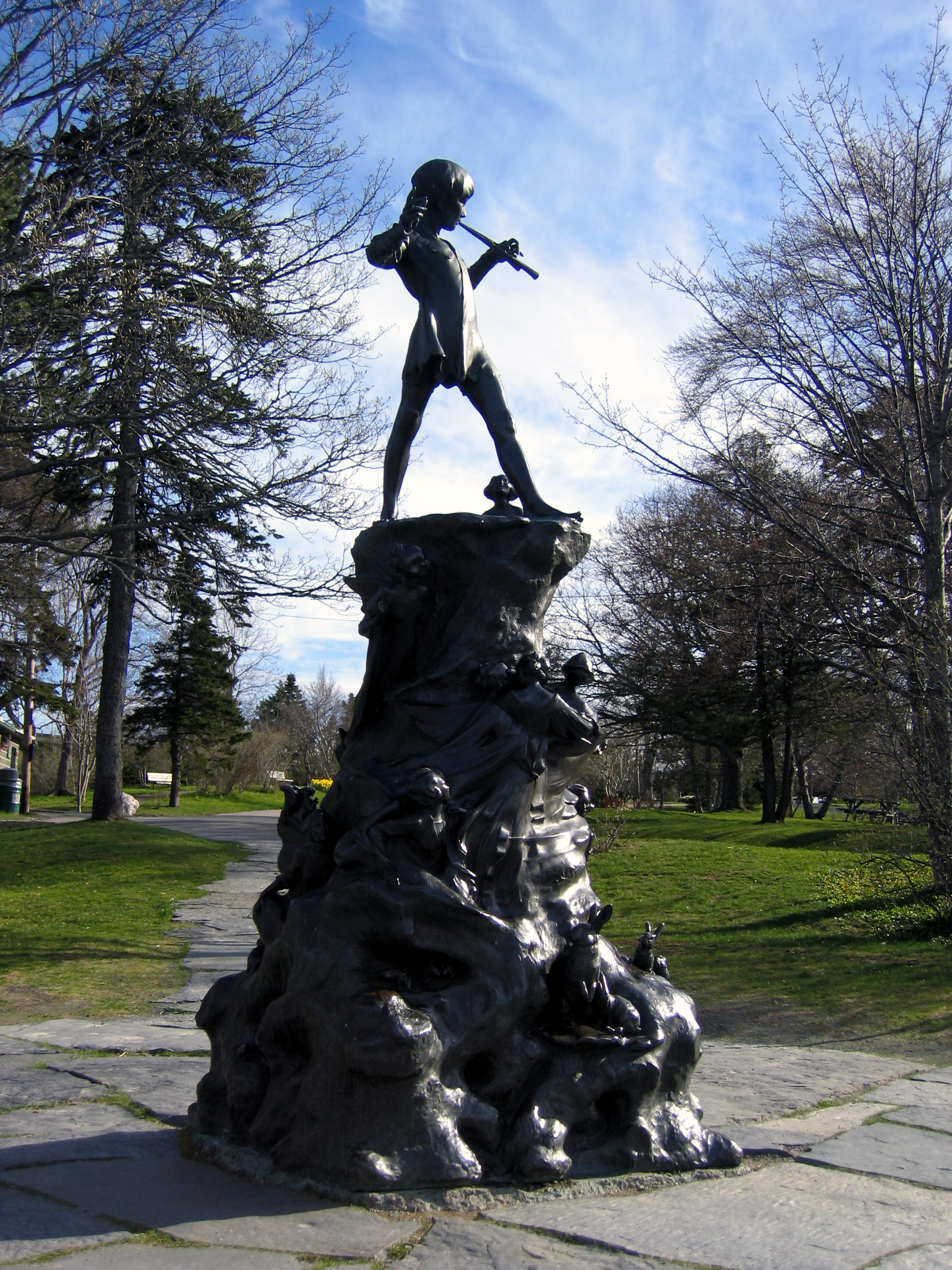
Standbeeld van Peter Pan